# Trogoptera pallida
Trogoptera pallida is een vlinder uit de familie van de Mimallonidae. De wetenschappelijke naam van de soort is voor het eerst geldig gepubliceerd in 1890 door Maassen.